# PROBADO

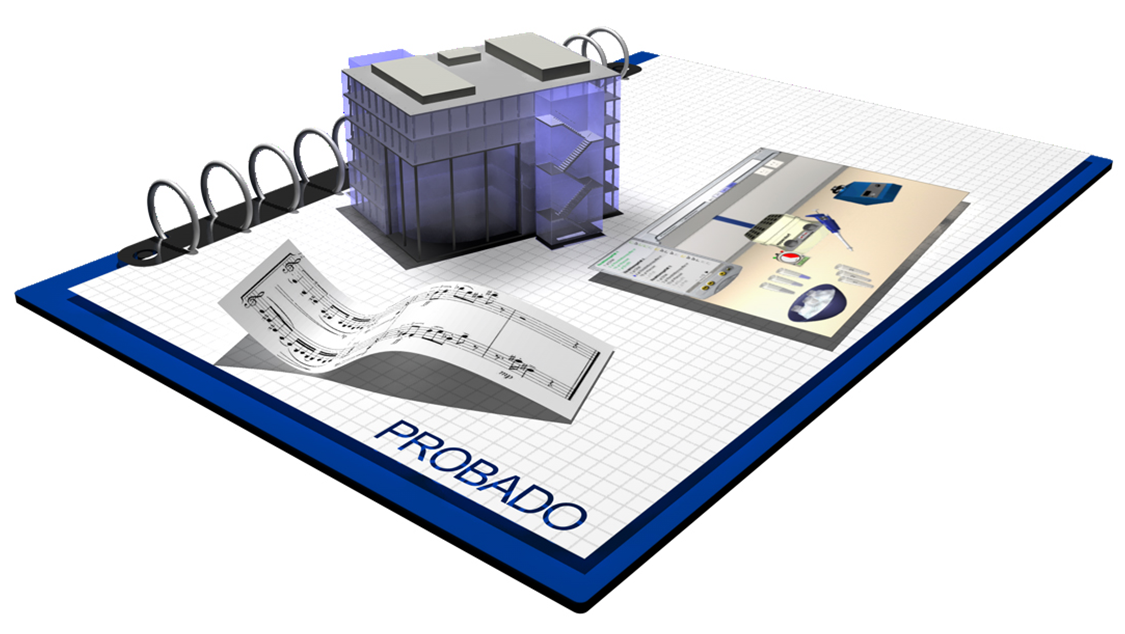
Probado Logo

PROBADO (Akronym für Prototypischer Betrieb allgemeiner Dokumente) ist ein von der Deutschen Forschungsgemeinschaft (DFG) bis zum Jahr 2011 gefördertes Projekt im Förderbereich „Leistungszentren für Forschungsinformation“ (Themenfeld „Digitale Text- und Datenzentren zur Sammlung, Sicherung und Bereitstellung von digitalen Quellenbeständen und Datengrundlagen für Forschung und Lehre“). Das Projekt beschäftigt sich mit der Entwicklung von Werkzeugen für den prototypischen Betrieb eines Dienstes zur automatischen Erschließung, Lagerung und Bereitstellung von nicht-textuellen Dokumenttypen.

## Motivation und Ziele
Die Nutzung von komplexen, nicht-textuellen Daten und Dokumenten gewinnt mehr und mehr an Bedeutung. Heutige digitale Bibliotheken unterstützen diese Daten jedoch nicht optimal, da sie von Dokumenten ausgehen, die sich textuell beschreiben lassen. Ziel im Vorhaben PROBADO ist es, für wissenschaftliche Bibliotheken einen Dienst für nicht-textuelle Dokumente zu entwickeln, aufzubauen und in die bibliothekarische Prozesskette dauerhaft zu integrieren. Ein besonderes Interesse wird auf die semi-automatische Erschließung der Dokumente, d. h. der Anreicherung durch Metadaten gelegt.
Zum Referenzieren der nicht-textuellen Dokumente werden diese durch die Vergabe eindeutiger Identifier zitierfähig sein. PROBADO stellt Gestaltungsmethoden für die Suchanfrage und Ergebnispräsentation zur Verfügung. Die Anwendungsfelder werden in Musik und der 3D-Computergrafik liegen. Der entwickelte Dienst erlaubt dabei einen integrierten, domänenübergreifenden Zugriff auf alle Typen von Dokumenten, unterstützt aber gleichzeitig spezielle, von den Dokumenttypen abhängige Verfahren. Die PROBADO-Plattform wird darüber hinaus für weitere Dokumenttypen wie z. B. Grafik, Video, Animation oder spezielle Primärdaten erweiterbar sein.

## Beteiligte Organisationen
- Universität Bonn – Institut für Informatik III, Multimedia-Signalverarbeitung
- Universität Bonn – Institut für Informatik II, Computer Graphik
- Technische Universität Darmstadt – Graphisch-Interaktive Systeme
- Technische Universität Graz – Institut für ComputerGraphik und WissensVisualisierung
- Technische Informationsbibliothek Universitätsbibliothek Hannover
- Bayerische Staatsbibliothek München